# Nikkei
Nikkei (日系) é uma denominação em língua japonesa para os descendentes de japoneses nascidos fora do Japão ou para japoneses que vivem regularmente no exterior. Atualmente calcula-se que existam 2,95 milhões de nikkeis ao redor do mundo. Aqueles que vivem em território japonês somam cerca de 350 mil.
As maiores comunidades nikkei estão no Brasil (São Paulo, Paraná e Mato Grosso do Sul) e Estados Unidos (Califórnia e Havaí). Há também importantes comunidades nikkei na China (131 mil), Coreia do Sul (58 mil), Filipinas (120 mil), Canadá (98 mil), Peru (90 mil), Argentina (65 mil) e Austrália (54 mil).
Cada geração nikkei possui uma denominação numérica que identifica o seu grau de descendência. Todas as denominações começam com o número ordinal da geração, na língua japonesa, e são imediatamente seguidas pelo sufixo 世, -sei (“geração”):
- issei (imigrantes japoneses)
- nissei (filhos de japoneses)
- sansei (netos de japoneses)
- yonsei (bisnetos de japoneses)
- gossei (trinetos de japoneses)
- rokussei (tetranetos de japoneses)
- shichissei (pentanetos de japoneses)